# Wolfgang Sperzel
Wolfgang Sperzel (* 21. September 1956 in Gernsheim) ist ein deutscher Comiczeichner und Cartoonist. 
Sperzel studierte Grafik-Design in Fachhochschule Darmstadt und zog 1989 nach Hamburg. Er war dort kurzzeitig Dozent für Comic und Dramaturgie an der Design Factory. Sperzel zeichnete für die Magazine U-Comix und Kowalski und veröffentlichte drei Alben beim Semmel-Verlach. Seit 1993 erscheinen seine Cartoons in der Zeitung Auto Bild. Thematisch dreht es sich dabei rund um das Thema Auto und ihre Fahrer. Von 2004 bis 2007 stellte er 300 Auto-Cartoons in der Ausstellung Was Männer bewegt aus, diese wurde in sieben Städten gezeigt.

## Publikationen
- Totalschaden. Album, Eichborn 1987, ISBN 3-8218-3058-1
- Kabelbrand im Herzschrittmacher. Album, Semmel-Verlach 1989, ISBN 3-922969-72-0
- Rast(h)aus. Album, Semmel-Verlach 1991, ISBN 3-89460-064-0
- Sperz beiseite! Album, Semmel-Verlach 1993, ISBN 3-89460-073-X
- ABS. Album, Achterbahn 1995, ISBN 3-928950-62-2
- Fehlzündung, Achterbahn 2000, ISBN 3-89719-073-7
- Autotypen. Taschenbuch, 8 Bände, Achterbahn 2001–2003.